# Djounat
Djounat ou Djounyat est une localité de la région du Centre au Cameroun, localisée dans la commune d'Ebebda et le département de la Lekié.

## Population
En 1965 Djounat comptait 391 habitants, principalement des Manguissa.
Lors du recensement de 2005, ce nombre s'élevait à 551.